# Molophilus denise
Molophilus denise är en tvåvingeart som beskrevs av Günther Theischinger 1988. Molophilus denise ingår i släktet Molophilus och familjen småharkrankar. Inga underarter finns listade i Catalogue of Life.